# 中国帆船
中國帆船，或稱中式帆船，是歷史上於東洋水域被廣泛使用的帆船，可歸類為東洋帆船的一種。

## 歷史
文獻中的中国帆船首次出現於漢朝的《南州異物志》。根據該書描述，漢朝時中国帆船設計4個風帆，並不直接迎風，而是橫向且稍傾斜地面對迎風面。在犧牲些微航速的條件下，能夠使船隻在逆風之下前進，無需像使用大量橫帆的船隻一樣降帆。在帆的材質方面，則是使用竹竿加強的硬性篷帳。當時最大的船長達20公尺，寬10公尺，可以容納七百人的重量，或260噸以上的物件。
至宋代幾經改良，於15世紀至17世紀中期，大量出現於東方海洋，因地制宜地演變成多種不同的船身及帆具，构造及索具各异，帆船部件名称因各地方言而有別。
鄭和下西洋期間明朝特使鄭和的船隊遍遊東亞、南亞、阿拉伯半岛，更遠達非洲馬達加斯加北部水域。清人編寫的明史中有描述鄭和當時的帆船，長約120多公尺，寬度約40多公尺，稱為寶船。
十八世紀後，中国民間所用的帆船仍然多為中式帆船，该類型帆船排水量小，船底设有多道防水艙，活躍於中國近海，用作貿易時運載貨品之用。
王冠倬的《中國古船圖譜》為中國古船研究的整理性著作。

## 主要船型
歷代的中国帆船设计各異，大致可分為幾大類型。依其建造地點不同而有不同名稱，如福建所建造者，最為有名，稱為福船。其他尚有廣東的廣船、廈門船、寧波船等。也有一些因小型改變或是軍事用途，而不同名者，例如鳥船、草撇船、冬船、開浪船、海滄船等。

### 近海帆船

#### 沙船
沙船是歷史悠久的一種船型，源自江蘇崇明，在唐宋時期經已成型，主要使用於長江流域與北方沿海。其名稱來自其航行的 北方海域多為沙岸地形，因其船底平、方艏方艉、吃水淺，因此能直接駛上沙岸坐灘，不因離水、擱淺而傾斜翻覆，適用於有較小風浪且地形為沙岸之地區，所以在明清時期始稱作沙船，也作“防沙平底船”，但由於沙船吃水過淺，不會作遠海航行之用。该類船隻多見於北方海域，廣泛使用於大運河淤淺時運糧至北方， 明朝曾有其不少海難的記錄。平時為運輸用船，戰爭時也會被徵用為運兵船。沙船的縱向结构採用平板龍骨，從而使縱向強度得到加强。同时，有採用水密隔艙，提高抗沈性。另外配有太平籃，一種是以竹條編織的裝有石块的籃，有風浪時懸於水中，可使船减少搖擺。

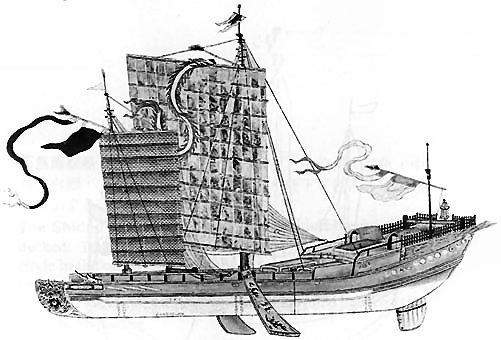
宋朝的沙船

#### 鳥船
鳥船首形似鸟嘴，是明清时期南部海域的一种小型快船。清代《浙江海运全案》有记载，鸟船「头小身肥，船身长直，除设桅、篷外，两侧有橹二只，有风扬帆，无风摇橹，行驶灵活，而且篷长橹快，船行水上，有如飞鸟」。

#### 戎克船

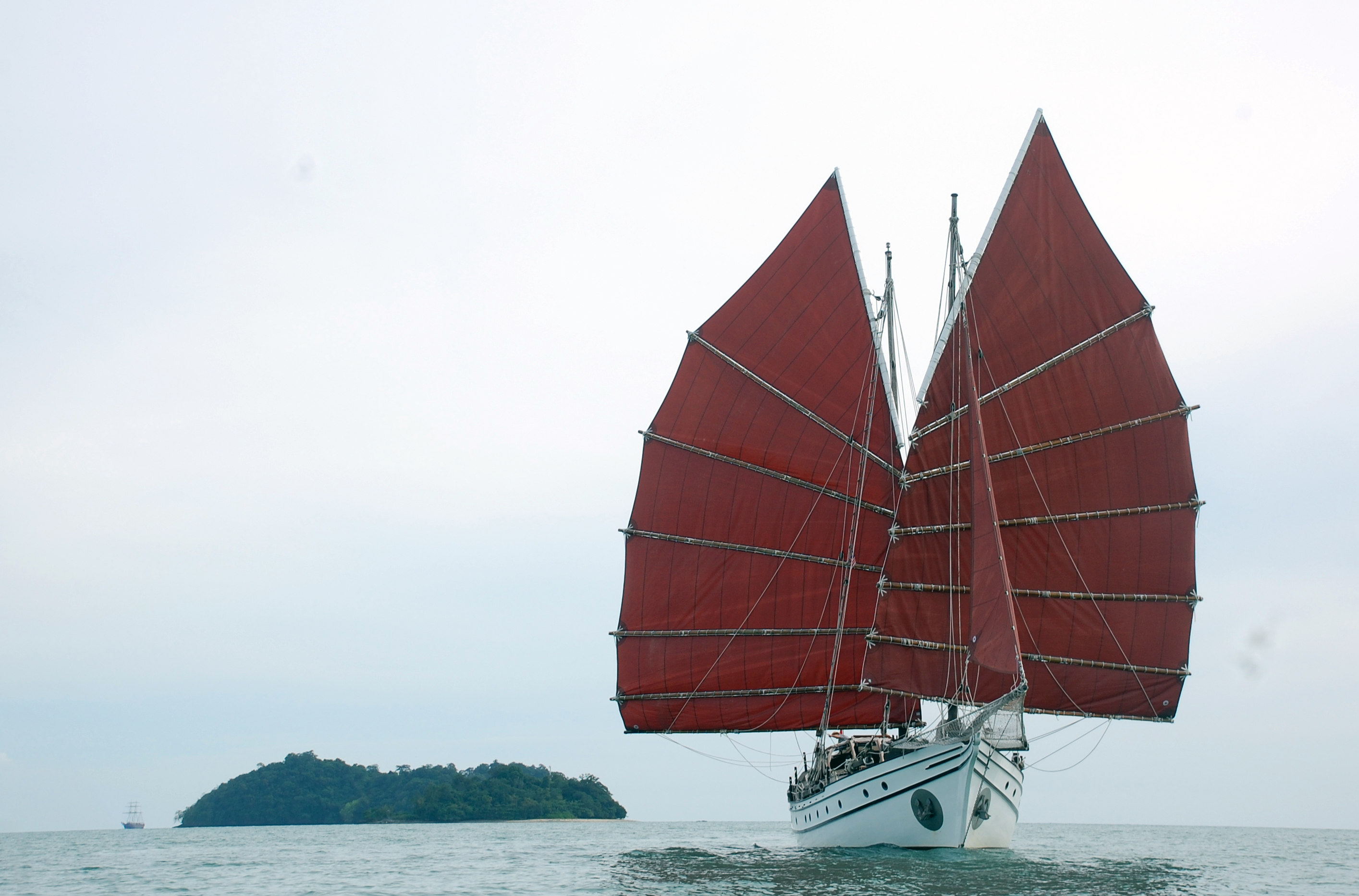
馬來西亞一艘建造于2009年的现代戎克船Naga Pelangi

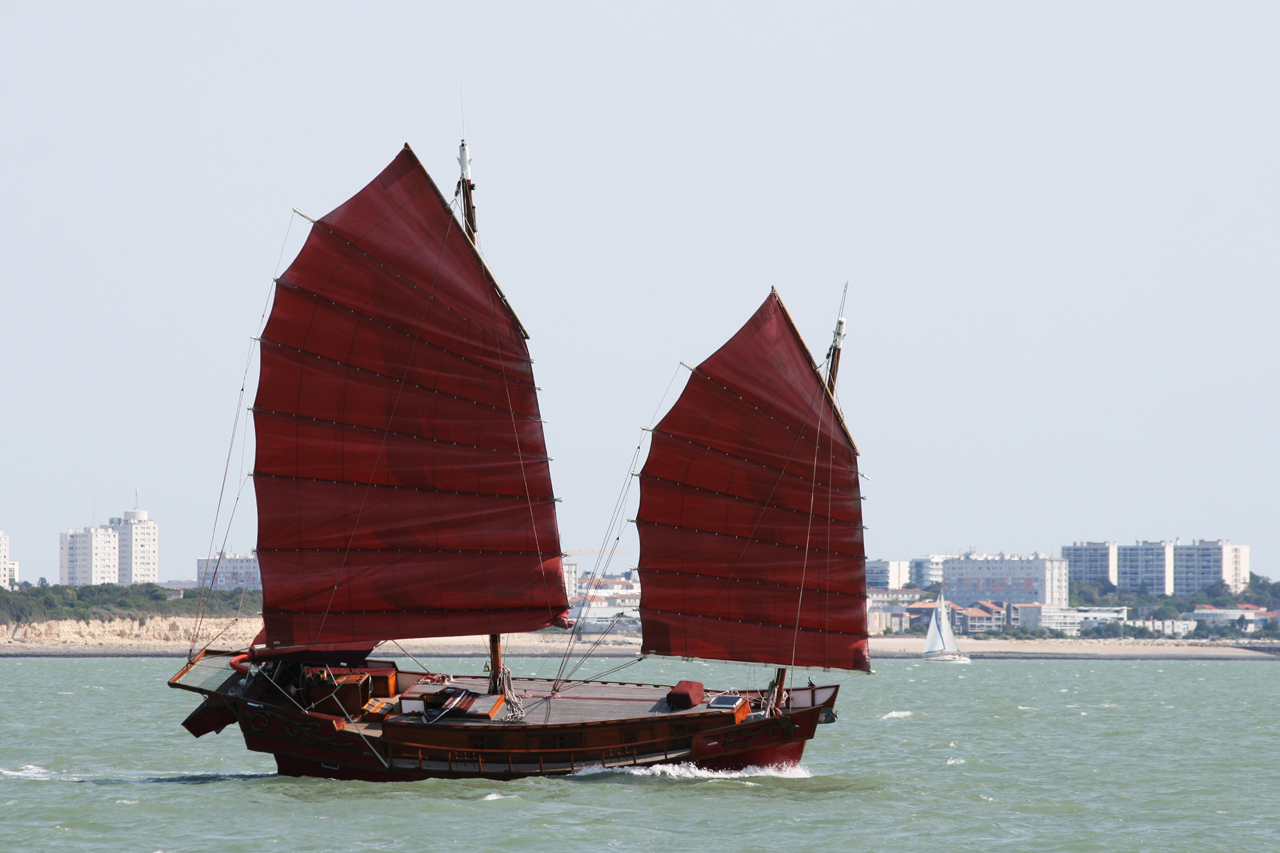
2009年于拉罗谢尔一艘现代建造的戎克船

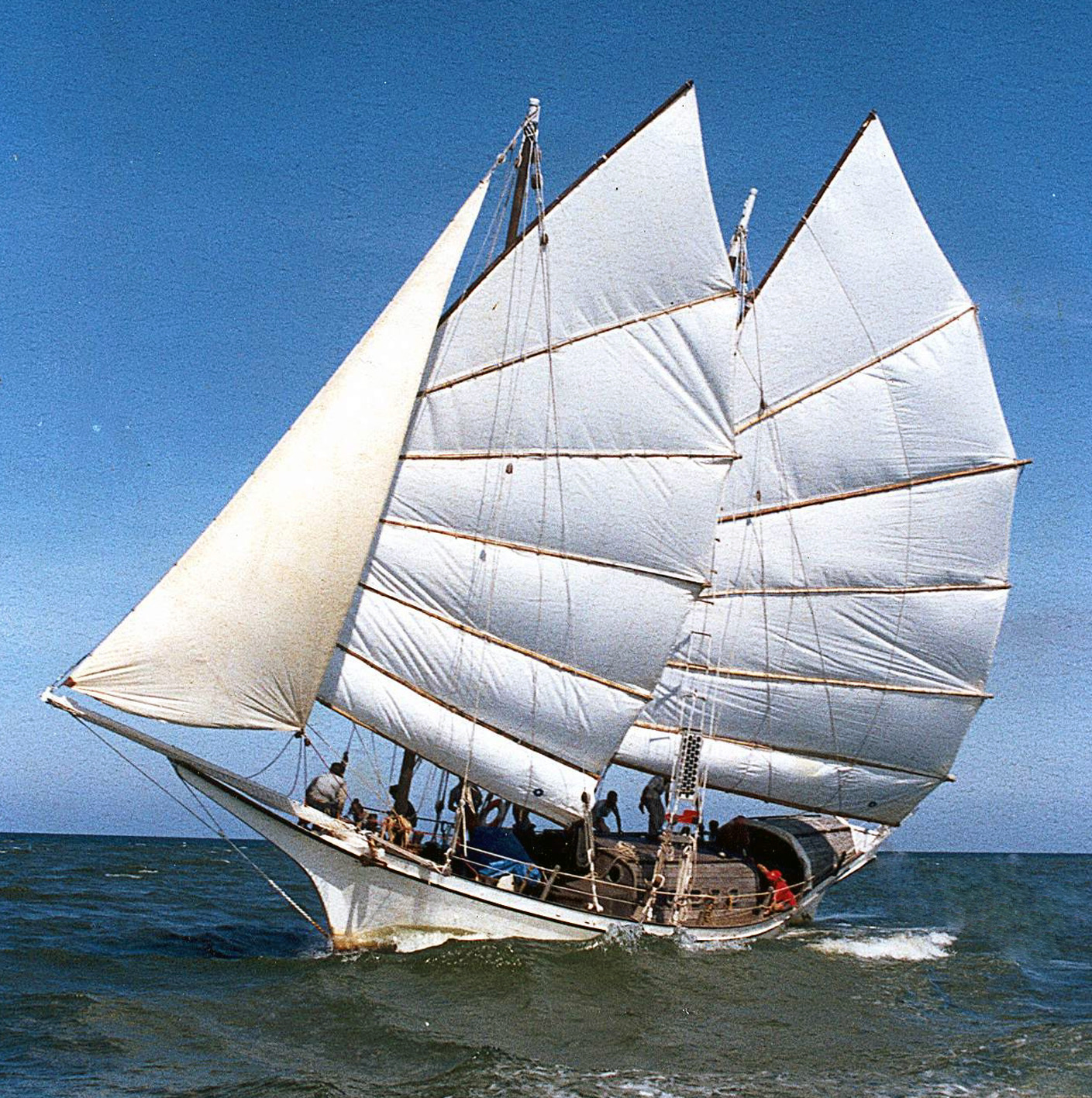
建造于1981年加入前三角帆的現代戎克船Naga Pelangi，拍攝于1998年環球航行后

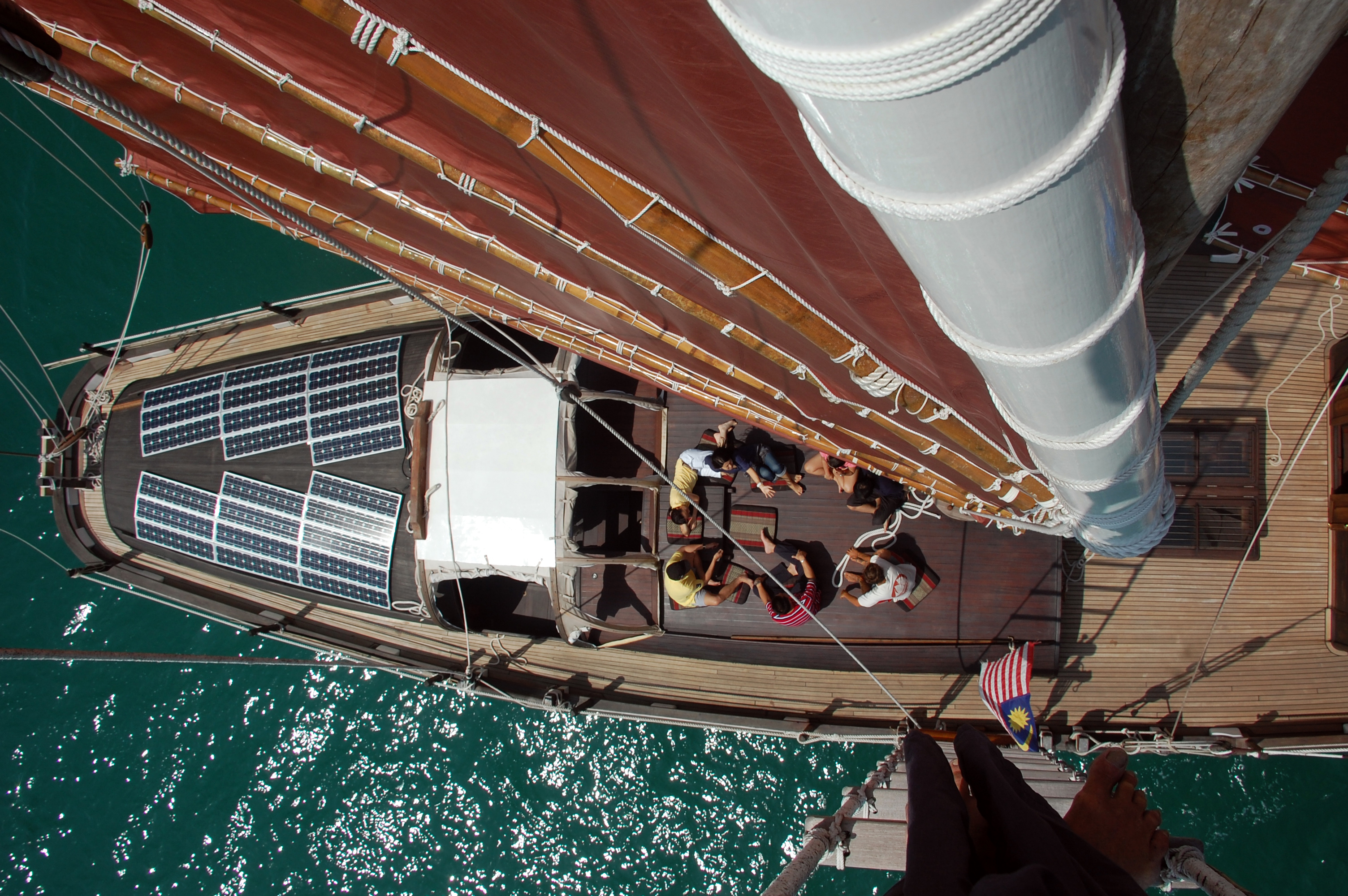
馬來西亞一艘現代戎克船Naga Pelangi的鳥瞰圖

戎克船，又称为“䑸”，中国古帆船的一种。戎克船為小型帆船，帆數不超過三面。
林斯豪頓（Jan Huygen van Linschoten）所著作的《東印度水路誌》當中曾描繪16世紀航行於亞洲海域的中國戎克船。

##### 老闸船

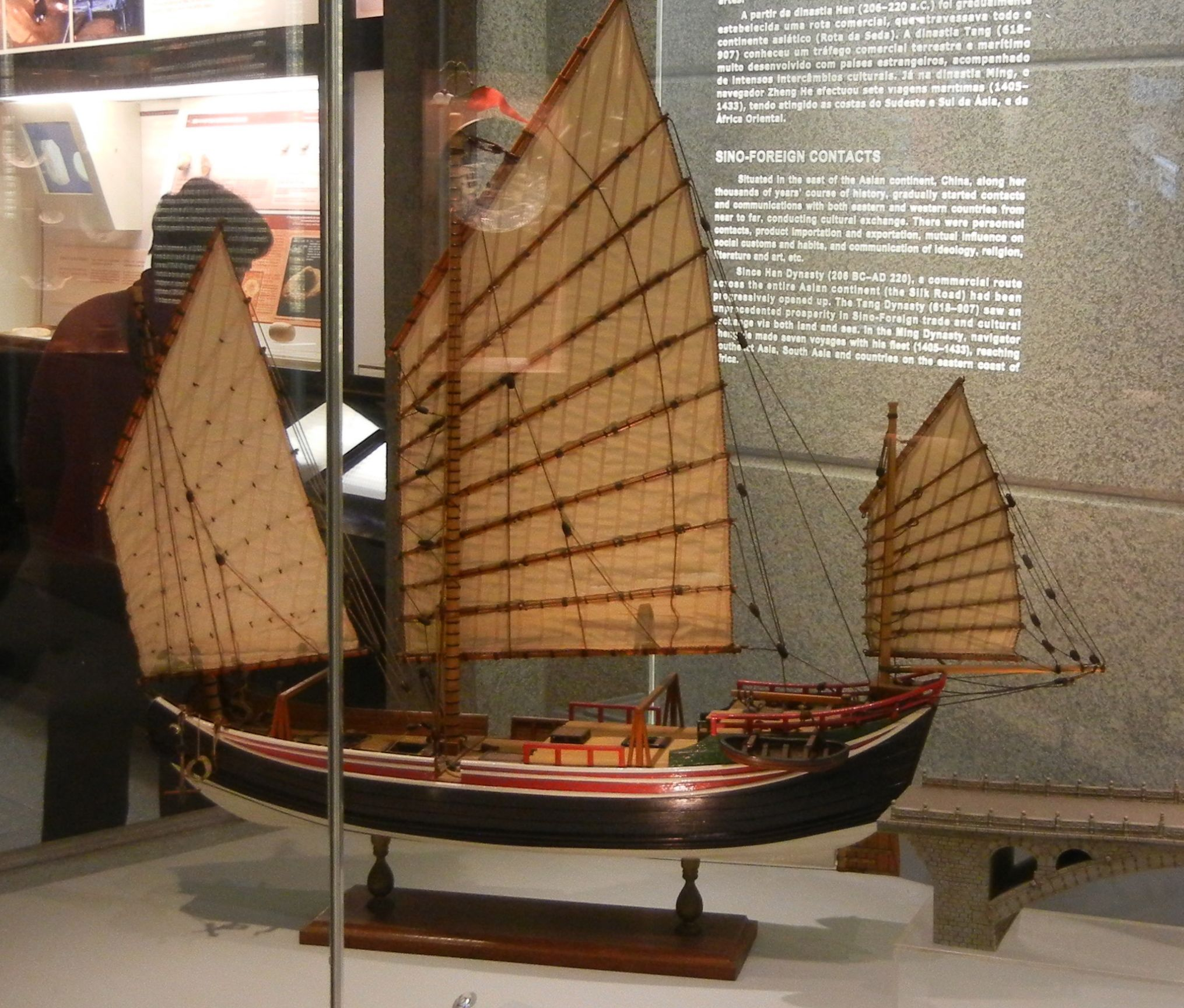
2011年澳門博物館的老閘船模型

老闸船為傳統戎克船的改裝版本，是大约于1550年在澳门发展起来的一种小型帆船，结合了东西方帆船设计的优点。排水量小，比传统大型帆船更快，需要更少人手，建造维修也较简易。英国商人于第一次鸦片战争后将其引入英资商队，引发第二次鸦片战争的亞羅號就是一艘老闸船。

#### 戰座船
戰座船為一作戰用船隻，作為明朝水軍指揮官的座艦，故名為戰座船，為當時戰船中尺寸最大、裝潢最齊備者。明朝由於海上倭寇之患甚烈，對水師的建軍備戰甚為積極。明朝中葉《龍江船廠志》一書有對其的描述。

### 遠洋帆船

#### 福船

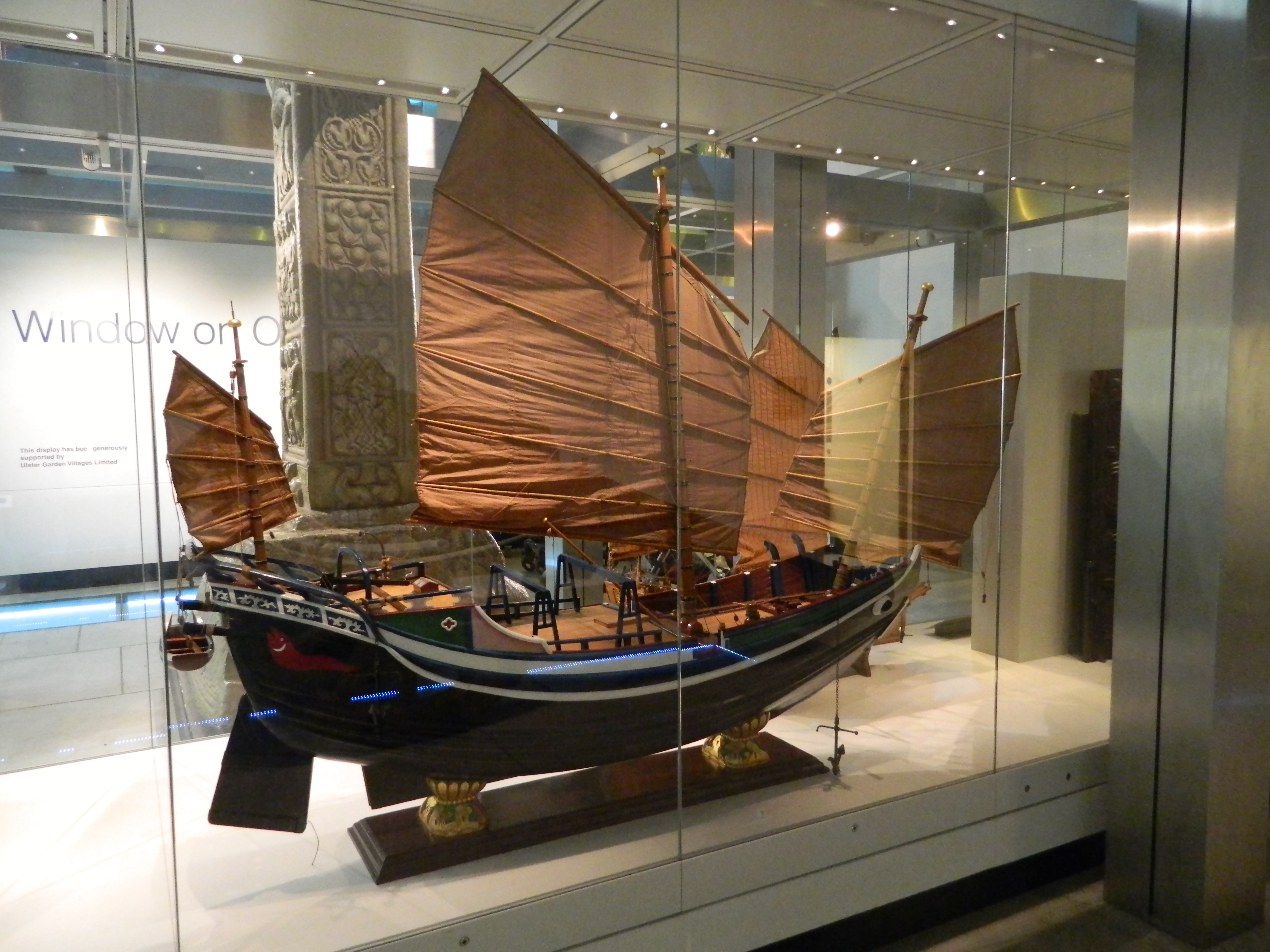
一種小型福船

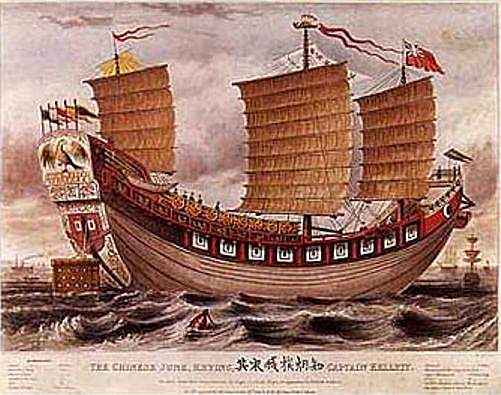
十九世紀的著名福船耆英號，曾经由香港遠洋至好望角、纽约、波士頓及英国等地

福船多見於東南海域，特徵為艏艉兩端高翹，一般吃水四米。古代福船高大如樓，底尖上闊，首尾高昂，两側有護板。全船分四層，下層装土石壓艙，多用於海上貿易與交通往來。明代水師主要以福船組成，船首高翹，帶有堅強的衝擊裝置，乘風下壓能犁沈敵船。歷史上最著名的柚木福船為“耆英號”，因曾远洋至美國、英國等地訪問而聞名。
以接近一般帆船的速率來看，若是能提供 5kW 的功率，福船可達 4.7 節的速率。關於扶正力臂曲線對於船隻穩定性的影響，福船穩定範圍甚大，能在天候險惡的海域航行，是理想的航運船隻船型。普通福船的穩度消失角為123°，為沙船的兩倍，遇上大風浪也不會輕易傾側，適合遠洋航海。從穩度安全域的表現來看，福船的穩度安全性佳，遇到大浪時，福船式的船有較大機會存活。

#### 寶船

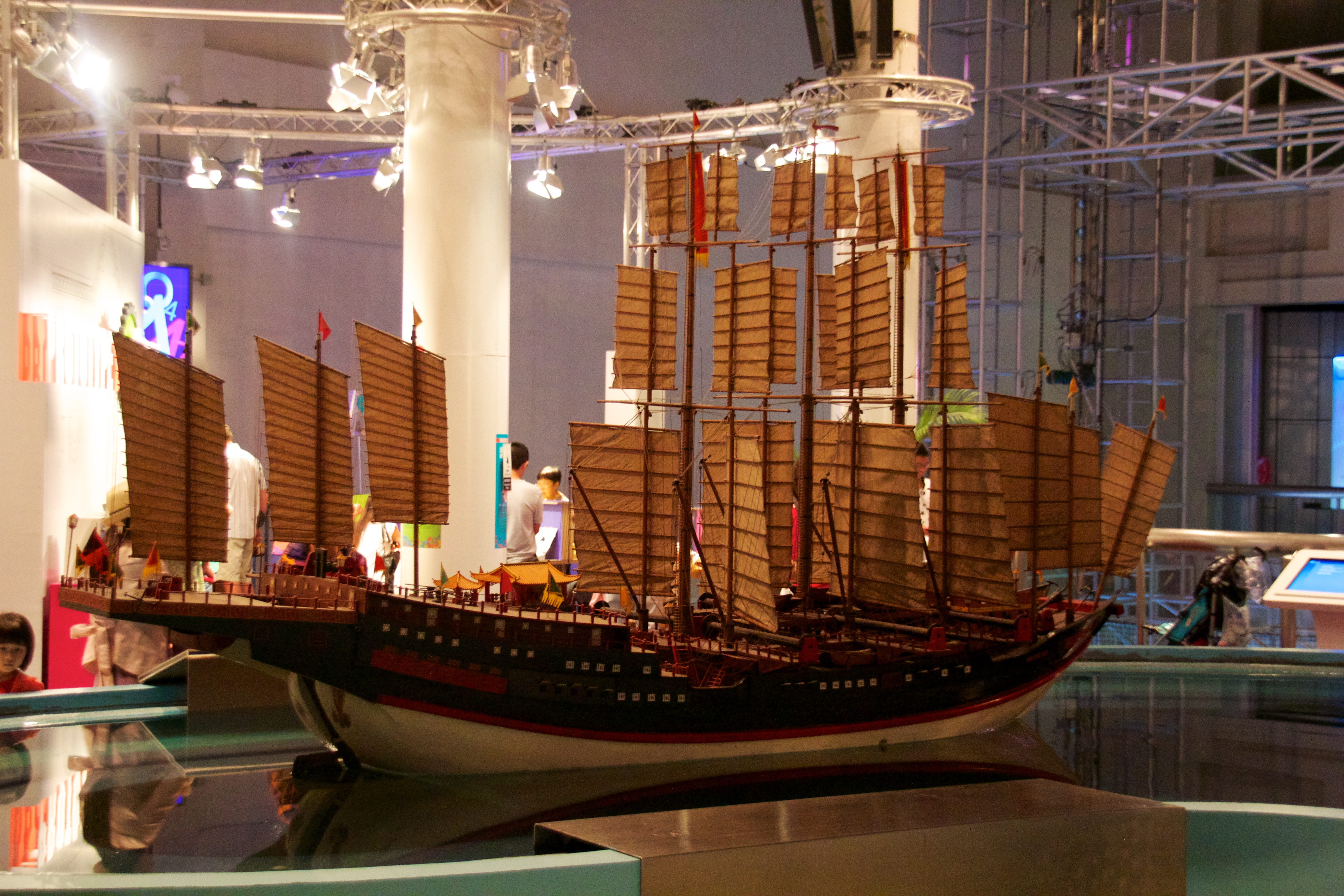
十二帆宝船的模型

鄭和下西洋船隊的主要船舶叫寶船。《明史·兵誌四》：“（寶船）能容百人。底尖上闊，首昂尾高，柁樓三重，帆桅二，傍護以板，上設木女墙及砲床；中為四層，最下實土石，次寢息所，次左右六門，中置水櫃，揚帆炊爨皆在是。最上如露臺，穴梯而登，傍設翼板，可凭以戰。矢石火器皆伏發，可顺風行。”

#### 廣船
該船型因多在廣東沿海製造而得名，它的基本特點是頭尖體長，梁拱小，甲板脊弧不高，有配置開吼舵和中插板。船體的横向結構用緊密的肋骨跟隔艙板構成，縱向強度依靠龍骨維持。以鐵力木所造，結構堅固，有較好的適航性能和續航能力。

#### 钓艚
钓艚是浙江的漁船船型，近似於寧波船，從前多於溫州一帶建造，近代則仍常見於福建惠安和廈門一帶。外型介乎沙船與福船之間，適合沿海各處航行，作為运载多艘小舢板的「母船」，小舢板在渔场下水独立开展延绳钓作业。

## 外部連結
- World of Boats (EISCA) Collection ~ Keying II Hong Kong Junk
- China Seas Voyaging Society
- The Free China（页面存档备份，存于）, homepage of one of the last remaining 20th century junks, with video.
- The Junk and Advanced Cruising Rig Association, The JRA
- 四種典型中國式古帆船性能之比較 （页面存档备份，存于）